# Julio González
Julio Luis Jesús González Pellicer (Barcelona, 21 september 1876 - Arcueil, 27 maart 1942) was een invloedrijke Spaanse beeldhouwer, die een beslissende rol heeft gespeeld in de Abstracte kunst.

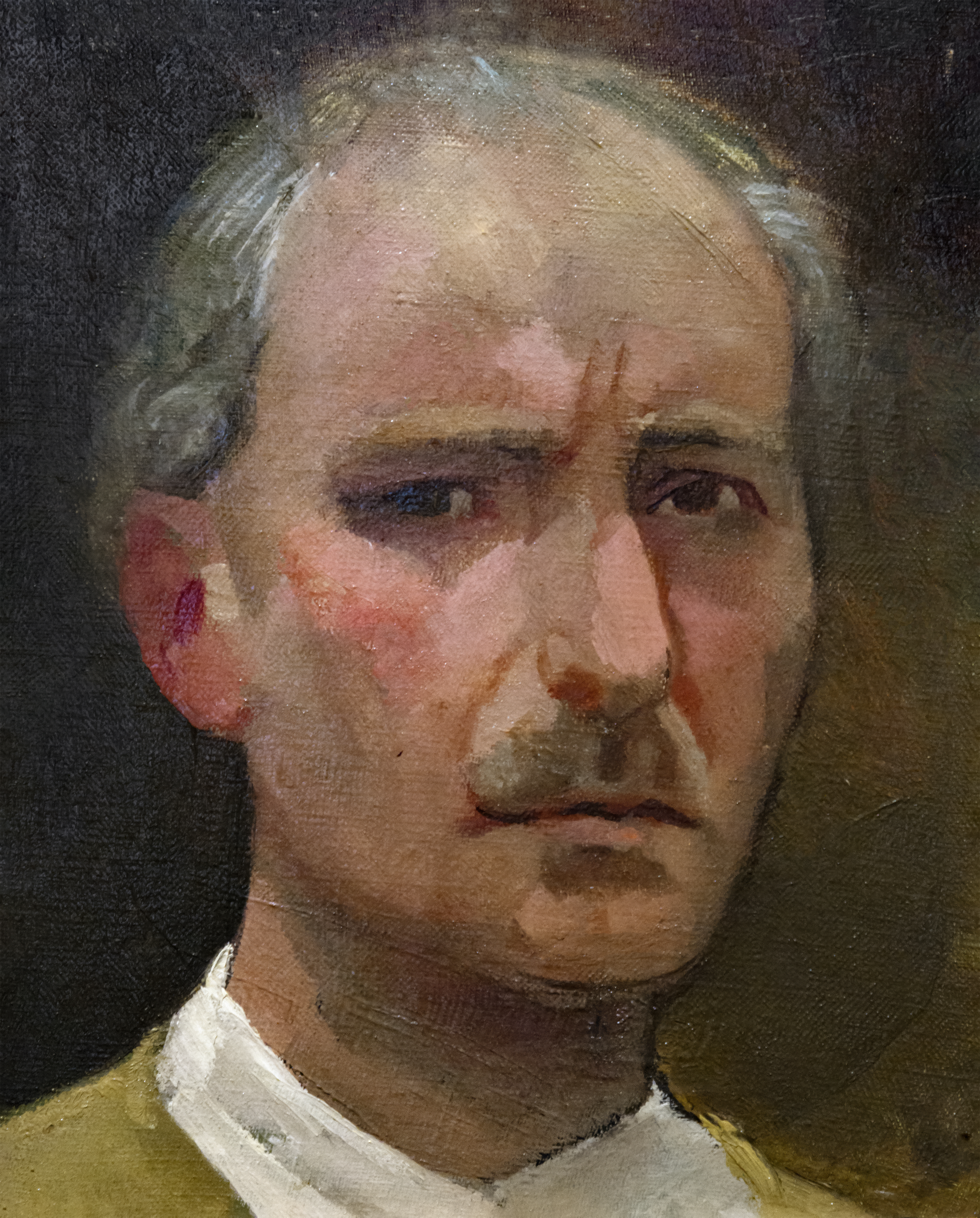
zelfportret, 1920 Museu Nacional d'Art de Catalunya

## Leven en werk
Julio González geldt als de eerste beeldhouwer die zijn metaalwerken creëerde met behulp van smeedapparatuur. Als jongeman, geboren in Barcelona, werkte hij, samen met zijn oudere broer Joan, in de goudsmederij van hun vader. Beide broers volgden een avondopleiding aan de kunstacademie van Barcelona. Al in 1892 en later in 1896 en 1898 stelde hij zijn werken tentoon op de Exposición de bellas artes e industrias artísticas in Barcelona. Een latere expositie volgde in de Verenigde Staten (Chicago).
In 1897 bezochten Julio en Joan regelmatig het bij artiesten populaire café Els Quatre Gats, waar González voor de eerste keer Pablo Picasso ontmoette.

### Joan en Julio
In 1896 stierf de vader van González en Joan nam als oudste de leiding over van het familiebedrijf, de Metalistería Artística. Wegens de slechte gezondheid van Joan werd het bedrijf enkele jaren later verkocht. Op initiatief van Joan besloot de familie in 1899 naar Parijs te verhuizen. Uiteindelijk werd in 1900 een woning betrokken aan de Avenue du Maine 22. De beide broers leerden in de wijk Montparnasse diverse kunstenaars kennen en Julio besloot, zoals zijn broer Joan, schilder te worden. Hij wijdde zich voornamelijk aan het maken van goed verkoopbare pasteltekeningen, zoals portretten van jonge vrouwen. Van 1900 tot 1906 was het vooral Joan die exposeerde op de grote Salons, zoals de Salon des Indépendants en de Salon d'Automne. Julio hield veelvuldig contact met Picasso en bezocht met hem in 1902 langdurig Barcelona. Uit die periode stamt een portret van Julio gemaakt door Picasso. Julio González keerde hierna nooit meer naar zijn vaderland terug. Het teken- en zeldzamere schilderwerk uit de hiernavolgende periode was sterk beïnvloed door het werk van Picasso (diens blauwe periode) en Paul Gauguin, wiens werk Julio had gezien bij zijn vriend, de collectionneur Paco Durrio. Twee andere inspiratiebronnen waren het werk van Auguste Rodin en de schilderijen van Puvis de Chavannes. Het belangrijkste werk uit die periode is wel Paysanne à la chèvre (1903). Hij deed actief mee in het artistieke milieu van de in Parijs woonachtige Spaanse kunstenaars. In 1904 betrok hij het voormalige atelier van Pablo Gargallo in de Rue Vercingétorix 3. In 1906 keerde Joan wegens een verslechterde gezondheid terug naar Barcelona in de hoop in Catalonië te herstellen. Joan stierf in maart 1908 in Barcelona en liet in Parijs een ontredderde Julio achter, die lange tijd niet in staat was zich op artistiek terrein te uiten en zich bijna niet meer bij zijn vrienden liet zien. In 1909 huwde Julio met Louise Breton, bijgenaamd Jeanne. Zij kregen een dochter, Roberta, maar al in 1912 ging het paar uit elkaar. Roberta bleef evenwel bij haar vader. Julio maakte van 1909 tot 1912 talrijke tekeningen, naakten en portretten van Jeanne. De familie González, teruggekeerd naar Barcelona na de dood van Joan, verhuisde pas weer in 1913 naar Parijs om zich bij Julio te voegen. Julio betrok een nieuw atelier in de Rue Vandamme 45 en leerde diverse kunstenaars kennen, naast Pablo Gargallo onder anderen Juan Gris, Max Jacob, Manolo Hugué en Jaime Sabartés.

### González en Picasso

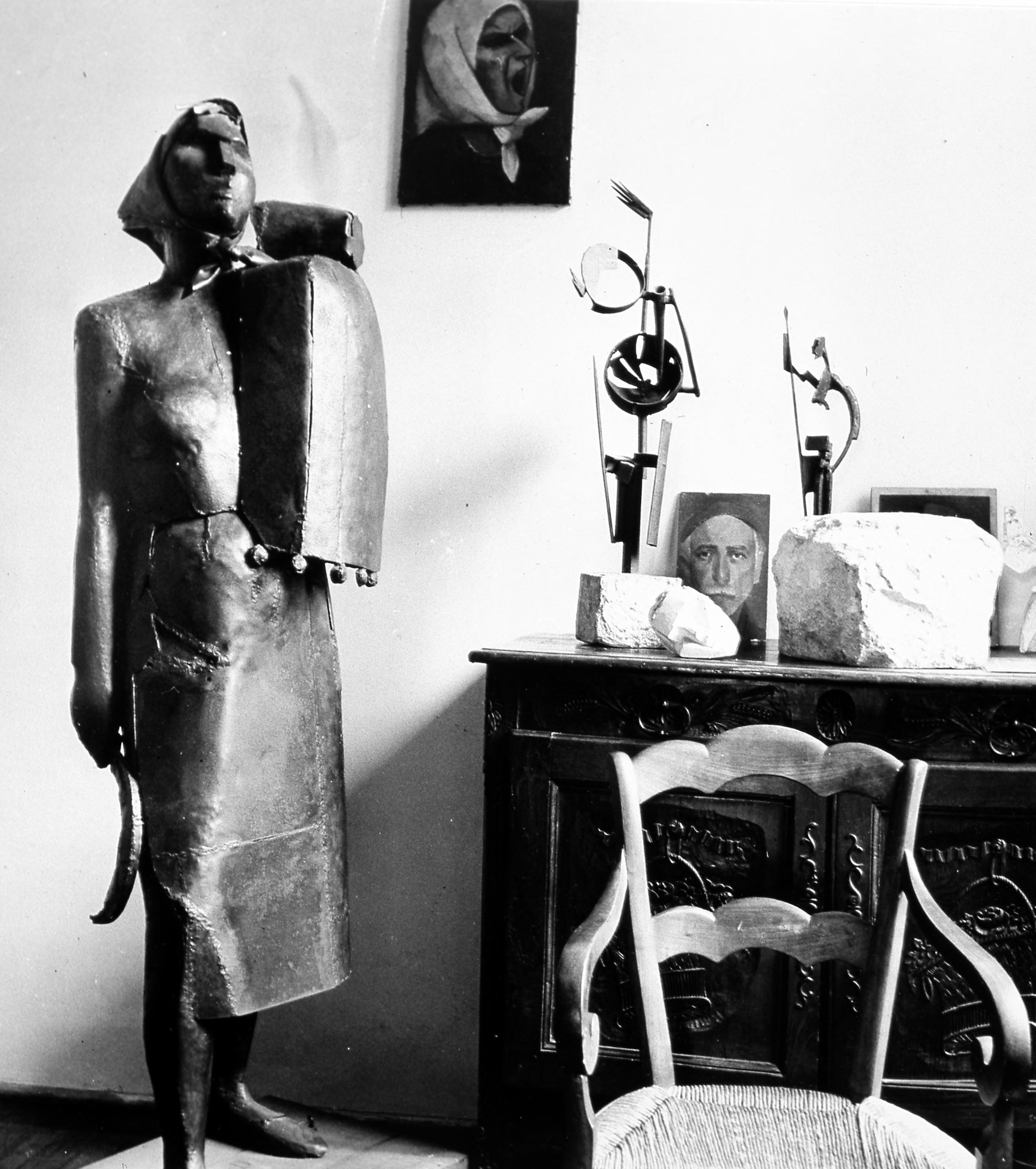
Atelier van González (foto Emmy Andriesse)

Na 1918 schakelde González langzaam om van schilderen naar beeldhouwen en hij assisteerde Gargallo bij de vervaardiging van diens metaalsculpturen. In 1920, hernieuwde hij zijn kennismaking met Picasso, die hij na een conflict tussen Picasso en zijn broer Joan jaren niet had ontmoet en zelfs de toegang tot zijn woning en atelier had ontzegd. Hij ging Picasso eveneens technisch assisteren bij de constructie van metaalplastieken. De techniek van het autogeen lassen had hij zich eigen gemaakt in de Renaultfabriek in Boulogne-Billancourt, waar hij gedurende de Eerste Wereldoorlog als leerling-lasser had gewerkt. Vanaf 1927 was González werkzaam als beeldhouwer, maar in de periode van 1928 tot 1932 werkten González en Picasso nog nauw samen en González veranderde onder Picasso's invloed van stijl en materiaal: van brons naar metaal (vooral ijzer) en van klassieke vormen naar abstractie en constructivisme.
González werd met andere Spaanse kunstenaars uitgenodigd voor deelname aan een expositie in het Spaanse paviljoen tijdens de Wereldtentoonstelling van 1937 (Exposition internationale "Arts et Techniques dans la Vie Moderne") in Parijs. González exposeerde de sculptuur La Montserrat (1936/7) naast Picasso's Guernica. La Montserrat (1.65 m., ijzer) maakt deel uit van de collectie sculptures van het Stedelijk Museum in Amsterdam
Julio González stierf op 17 maart 1942 in Arcueil, een voorstad van Parijs, waar hij in 1937 was gaan wonen

## Musea
- Museu Nacional d'Art de Catalunya in Barcelona
- Museo Nacional Centro de Arte Reina Sofía in Madrid
- Centre Georges Pompidou in Parijs
- Centre Julio González van het Institut Valencià d'Art Modern (IVAM) in València (waar een groot deel van zijn nalatenschap wordt geëxposeerd)
- Stedelijk Museum in Amsterdam